# Yvré-l'Évêque
Yvré-l'Évêque is een gemeente in het Franse departement Sarthe (regio Pays de la Loire). De plaats maakt deel uit van het arrondissement Le Mans. Yvré-l'Évêque telde op 1 januari 2022 4.187 inwoners.

## Geografie
De oppervlakte van Yvré-l'Évêque bedroeg op 1 januari 2022 27,61 vierkante kilometer; de bevolkingsdichtheid was toen 151,6 inwoners per km².

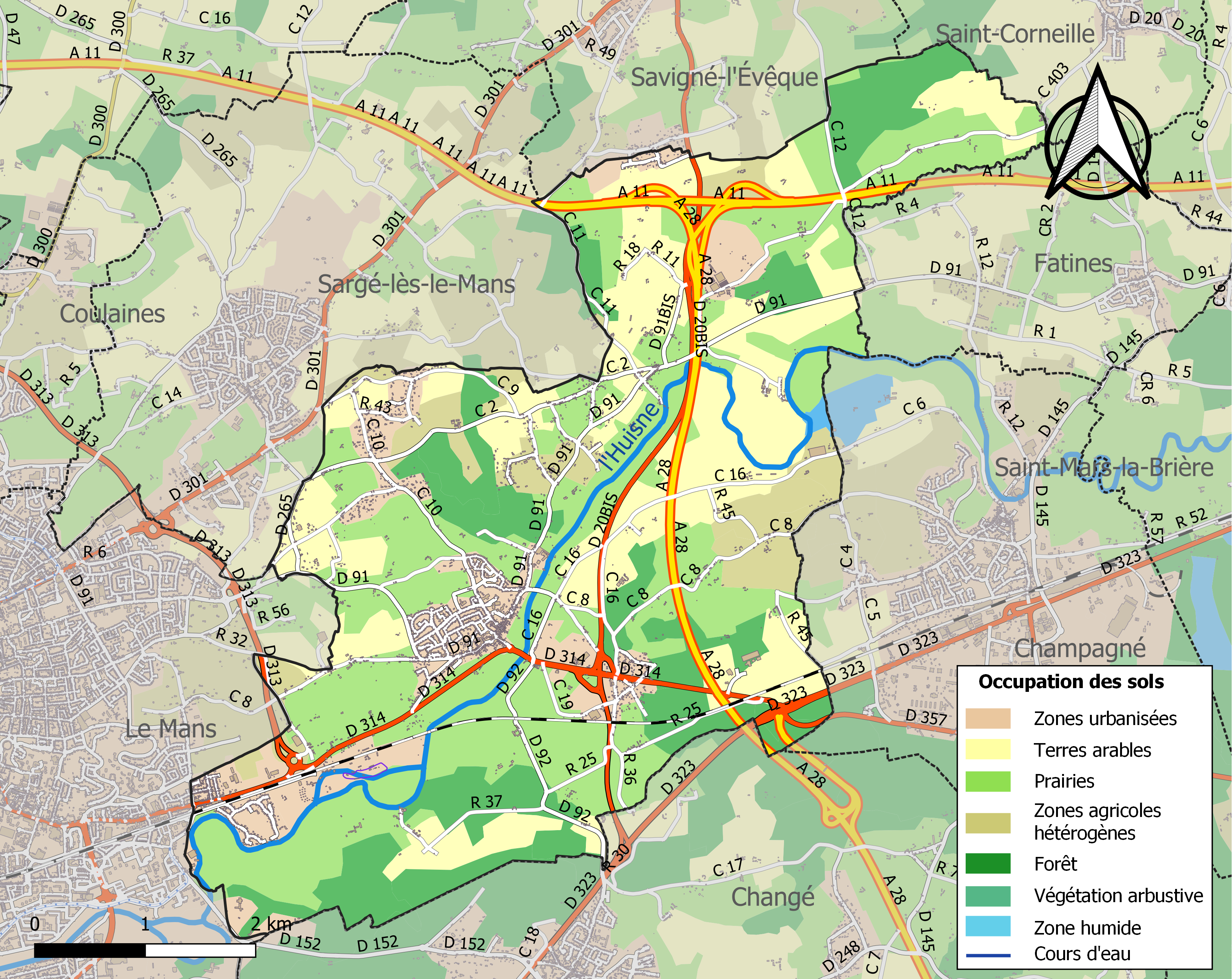
Kaart van de gemeente met de belangrijkste infrastructuur, bodemgebruik en omliggende gemeenten

## Demografie
Onderstaande figuur toont het verloop van het inwonertal (bron: INSEE-tellingen).

## Afbeeldingen

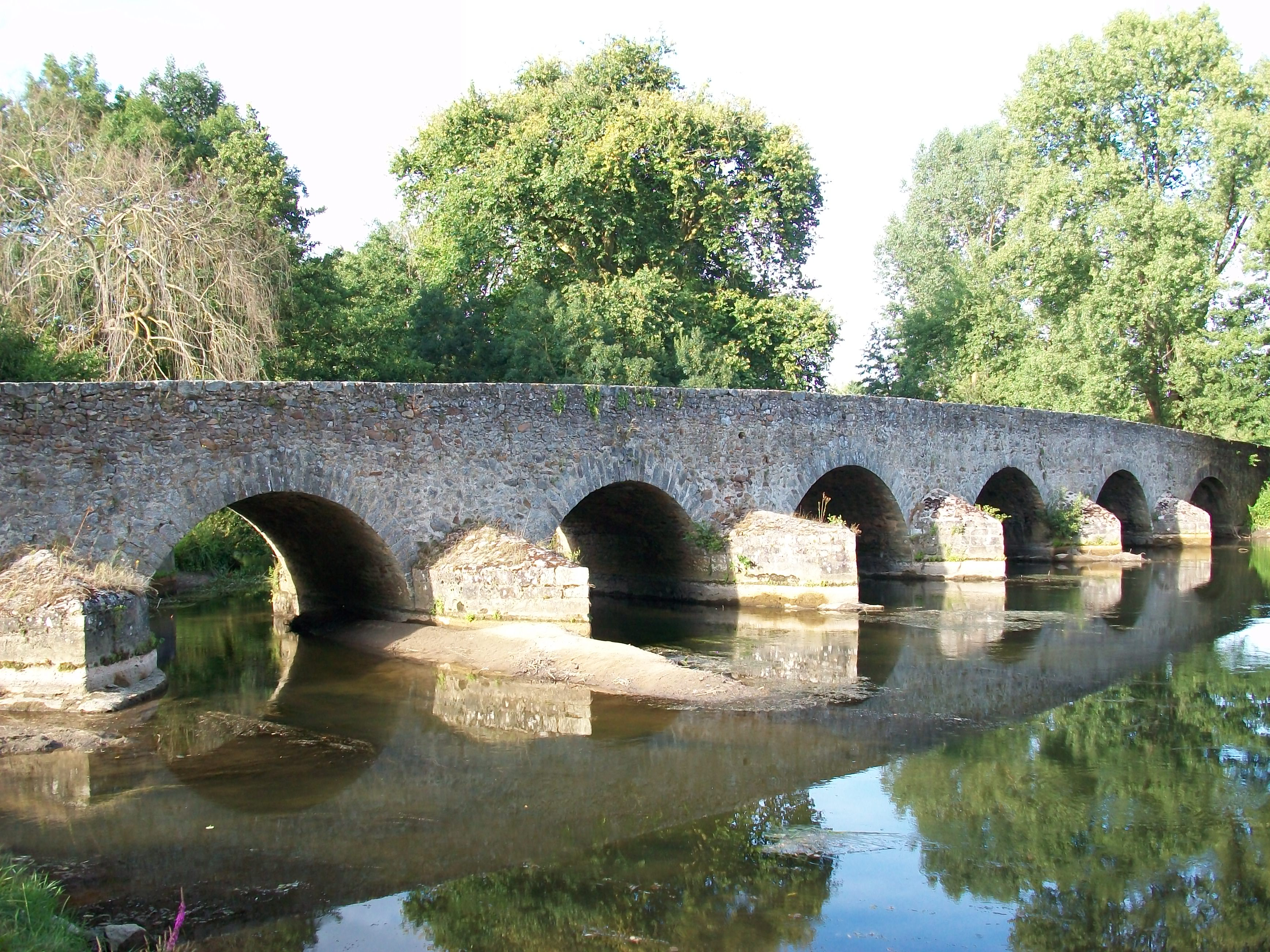
Romaanse brug
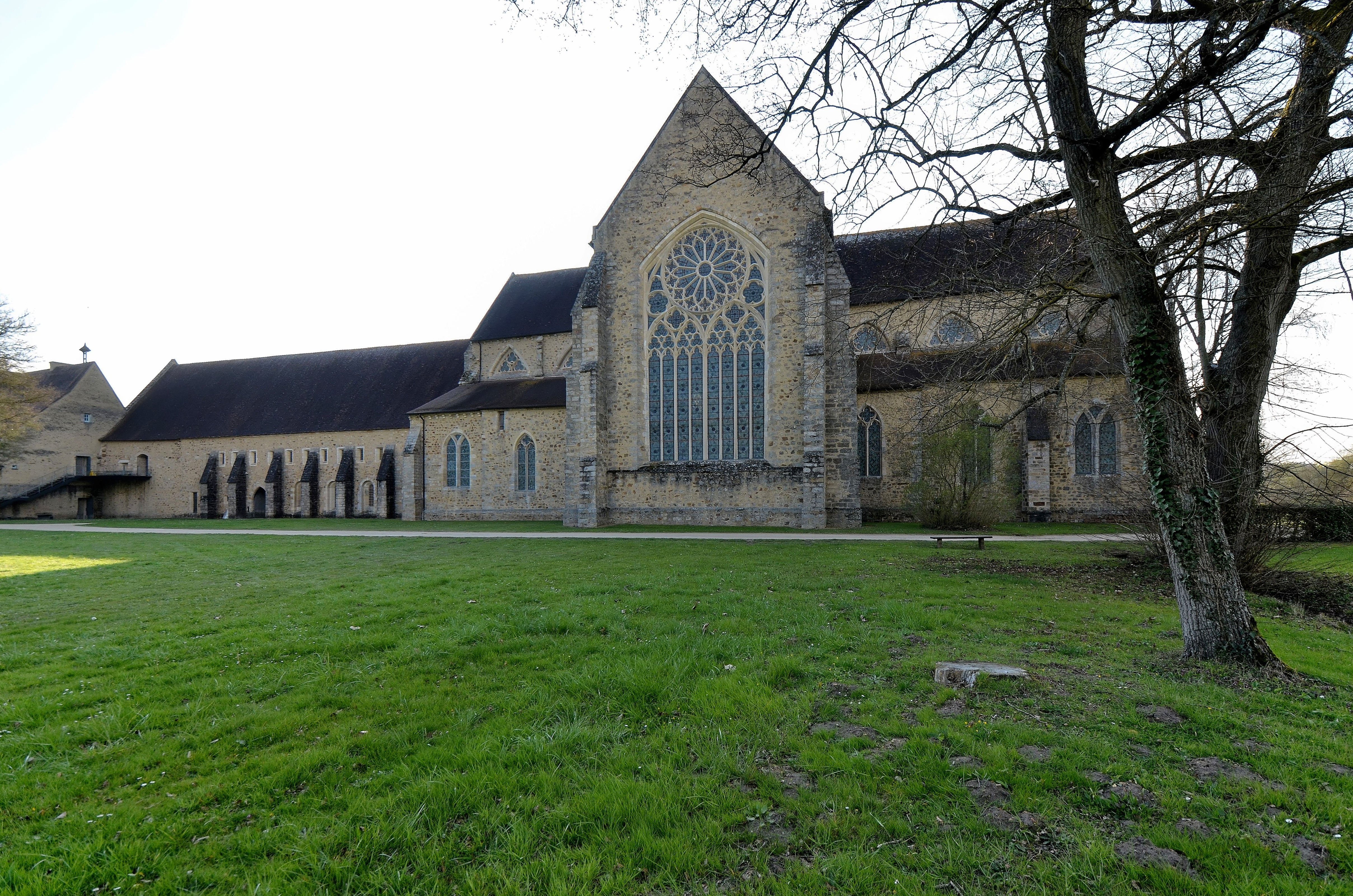
Abbaye de l'Épau